# Risako Kawai
Risako Kawai (川井 梨紗子?, Kawai Risako; Tsubata, 21 novembre 1994) è una lottatrice giapponese, medaglia d'oro nella lotta libera categoria 63 kg ai Giochi olimpici estivi di Rio de Janeiro 2016.

## Biografia
Sua sorella minore Yukako Kawai, è una lottatrice di caratura internazionale.

## Palmarès
- Giochi olimpici

Rio de Janeiro 2016: oro nella lotta libera 63 kg.
Tokyo 2020: oro nella lotta libera 57 kg.
- Mondiali

Las Vegas 2015: argento nei 63 kg.
Parigi 2017: oro nei 60 kg.
Budapest 2018: oro nei 59 kg.
Nur-Sultan 2019: oro nei 57 kg.
- Giochi asiatici

Giacarta e Palembang 2018: argento nei 62 kg.
- Campionati asiatici

Astana 2014: oro nei 63 kg.
Bangkok 2016: oro nei 63 kg.
Nuova Delhi 2017: oro nei 60 kg.
Nuova Delhi 2020: oro nei 57 kg.